# Saint-Étienne-de-Carlat
Saint-Étienne-de-Carlat é uma comuna francesa na região administrativa de Auvérnia-Ródano-Alpes, no departamento de Cantal. Estende-se por uma área de 10,5 km². Em 2010 a comuna tinha 134 habitantes (densidade: 12,8 hab./km²).